# Sphyrospermum buesii
Sphyrospermum buesii är en ljungväxtart som beskrevs av A. C. Smith. Sphyrospermum buesii ingår i släktet Sphyrospermum och familjen ljungväxter. Inga underarter finns listade i Catalogue of Life.